# Panadería de México

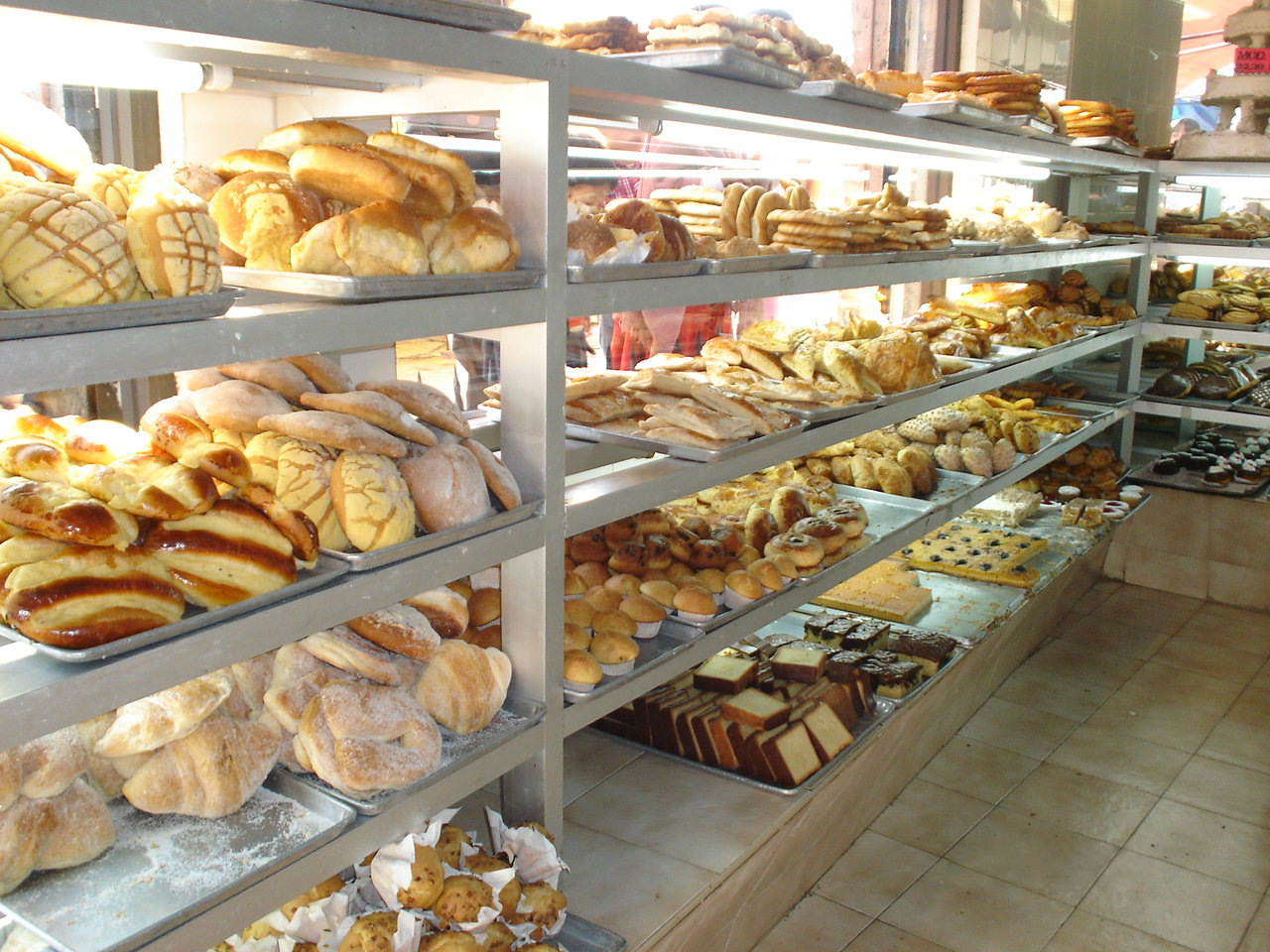
Variedad de panes en una panadería mexicana

La cultura del pan en México es bastante antigua, variada y en constante cambio. La historia del pan en México se remonta a la Conquista española de México. El arte de hornear el pan fue traído por los españoles a Mesoamérica (ya que hasta entonces solo existía la harina de maíz). Los mexicas aprendieron a cultivar, moler y hornear el trigo, y luego se hicieron los suyos con los ingredientes que eran comunes en ese momento. Más tarde, también recibió importantes influencias francesas como la crepe (crêpe), inglesas, como el paste (pasty) o los panqués (pound cake) y estadounidenses, como las tortitas o panqueques (pancakes). El arte de la panadería mexicana ha sido precisamente ese, el ser capaz de adoptar recetas de panes y desarrollar una variedad propia única. En el año 2018, se calculó que el consumo de panes per cápita en México es de 33.5 kg al año. Los estados de México, Veracruz, Puebla, Oaxaca, Sonora y Michoacán, así como también la Ciudad de México, concentran más de la mitad de las industrias panificadoras del país.
Una de las especialidades panaderas de la gastronomía mexicana son los panes de dulce (también llamados pan dulce o pan de azúcar). Se calcula que el 89 % de los mexicanos compra panes dulces de forma habitual. Entre los más comunes se encuentran la concha, el pan de muerto, el ojo de buey, el polvorón, el mantecado, el elote o elotito, las banderillas, los bigotes o bigotitos (un cuernito azucarado), los garibaldis, un tipo de panqué... Entre los panes salados, destacan el bolillo, la telera, el pan bazo, el birote, la cemita... Para ver un listado completo, véase: Anexo:Panes de México.
Existe poco o ningún pan horneado en los hogares mexicanos; Tradicionalmente, los mexicanos han comprado el pan en las panaderías, así como vendedores ambulantes.

## Panaderías mexicanas tradicionales

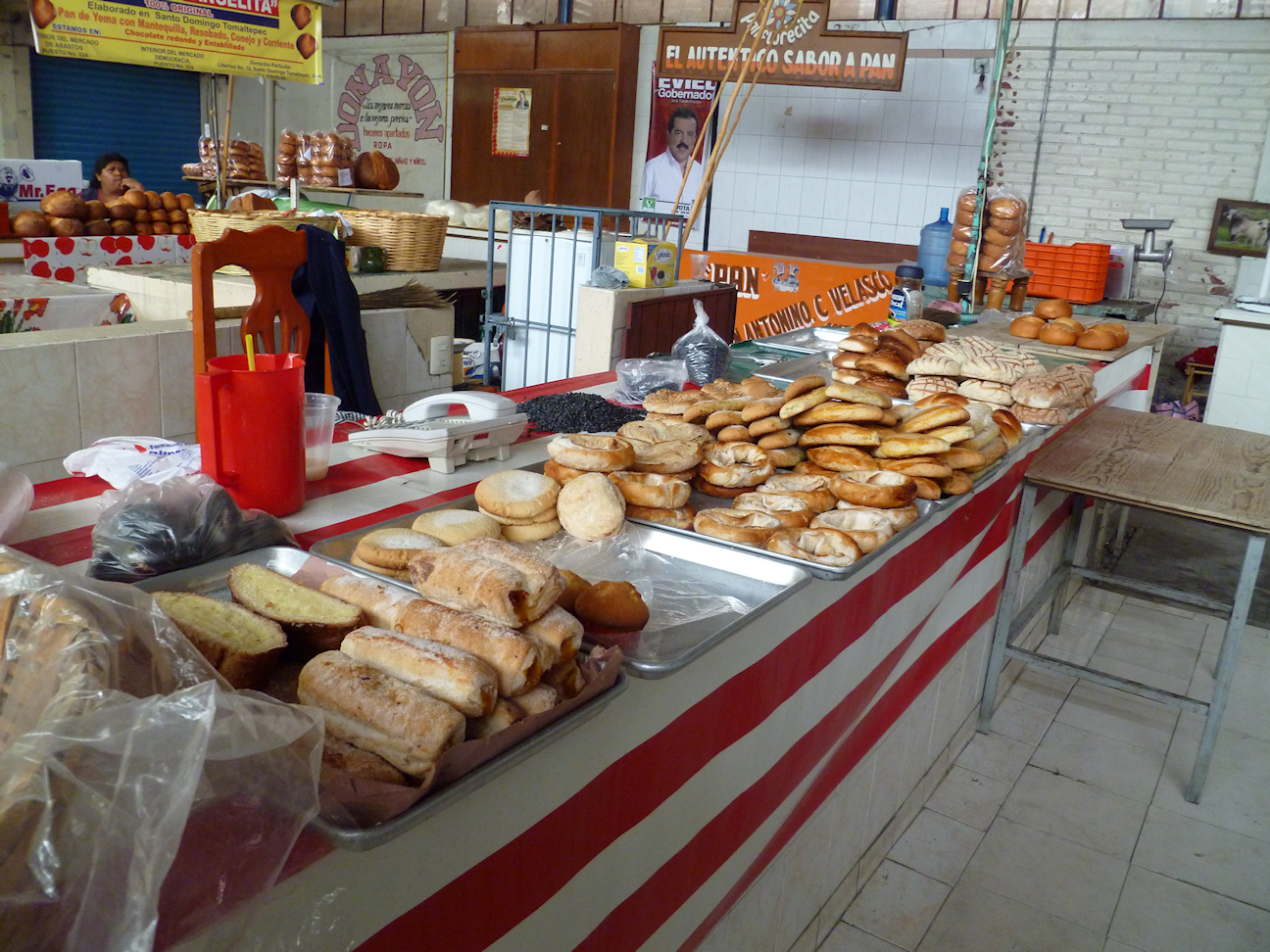
venta de pan en Oaxaca

«Como pan caliente» es una expresión mexicana que significa que algo es popular o muy demandado. El pan de trigo es la segunda a las tortillas de maíz y su uso puede indicar la clase social y etnia. Los mexicanos generalmente no hacen sus propios productos horneados, incluso en el pasado, cuando por lo general hacían sus propias tortillas. El pan blanco más a menudo se consume como parte de comida de la calle, como torta o también como parte de comidas grandes como una alternativa a las tortillas. El pan de dulce se consume con mayor frecuencia en la mañana como parte del desayuno o en la noche, como parte de un ritual llamado "merienda", una pequeña comida tomada entre las 6 y 8 p. m., junto con una bebida caliente como el café o el chocolate caliente.

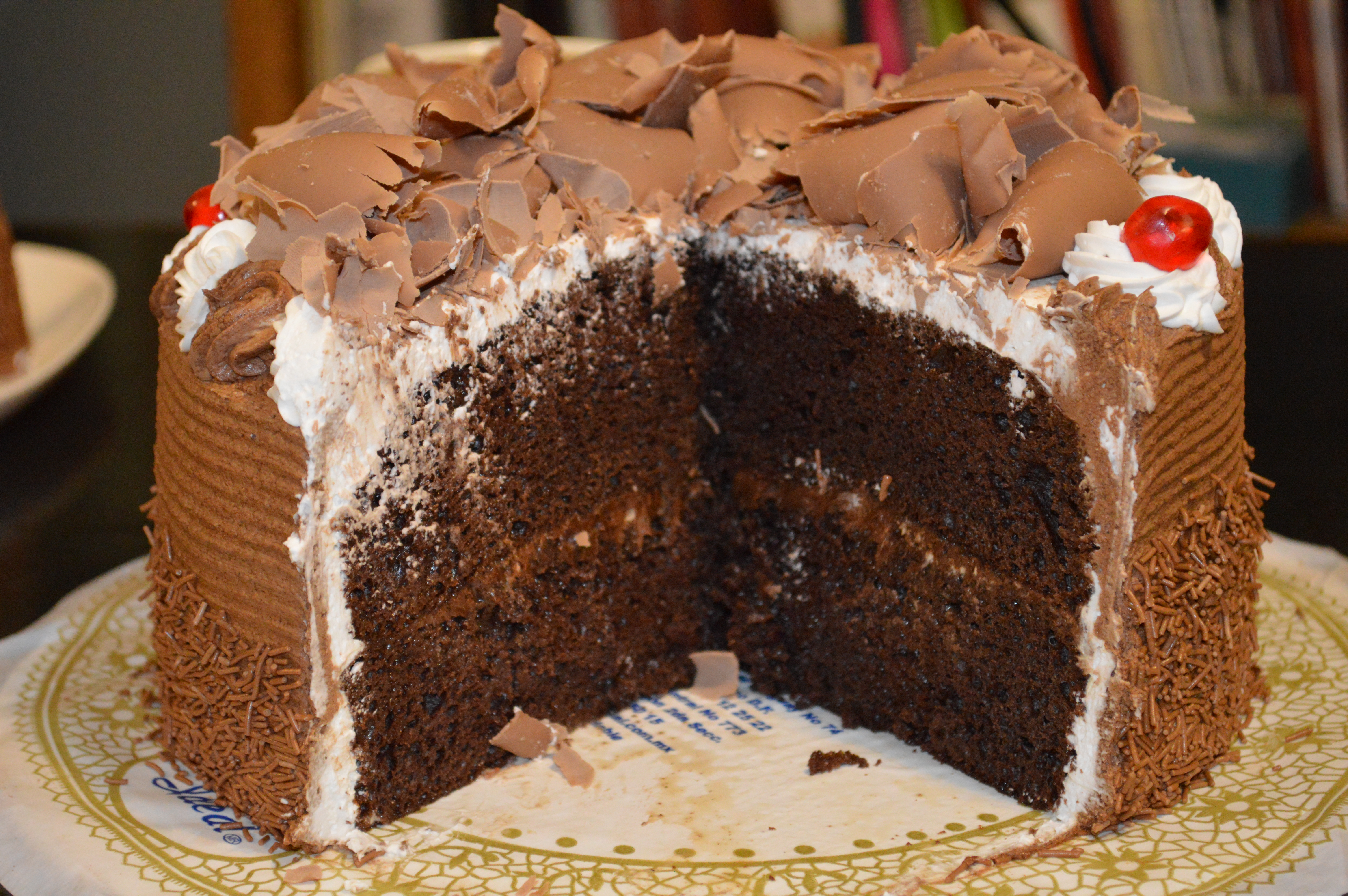
Pastel de trufa de chocolate de la panadería Ideal en el centro histórico de la Ciudad de México

El folclore del panadero (vendedor de pan) es un hombre en una bicicleta balanceando una gran canasta de pan sobre la cabeza. Aunque menos común como lo era antes, todavía se puede ver en varios lugares. La forma más común de comprar el pan es a través de pequeñas panaderías familiares ubicados en el centro de las ciudades pequeñas o en lugares estratégicos en los barrios, por lo general, a poca distancia. A menudo, una de las rutinas de la familia es enviar a alguien a la panadería en un cierto tiempo para conseguir el pan más fresco posible. El sector de fabricación de pan es uno de los más estables en México, ya que es una necesidad básica, pero a menudo lucha para controlar los precios y el aumento del costo de producción. La venta de panes tradicionales en los supermercados también ha impactado a las panaderías de los barrios.
Las panaderías mexicanas se especializan a menudo en aquellos que crean los pasteles (pastelerías) y los que hacen panes blancos y dulces (panaderías), pero hay solapamiento. La realización de pasteles en una pastelería se considera que es más refinado, y aún más es lo llamado "repostería", pero en las zonas donde hay más estratos sociales, son a menudo segregados. La panadería promedio produce alrededor de un centenar de variedades de panes a través del año. La harina utilizada todavía se hace de la misma categoría de trigo utilizado desde la época colonial, aunque la experimentación cruzada con otras variedades han modificado los tallos a ser más resistente a la rotura. La mayoría de las panaderías utilizan la levadura preparada comercialmente, pero evitan conservantes con algunos panaderos insistiendo en que se echa a perder el sabor de los productos.
Las panaderías mexicanas tradicionales han heredado una configuración y funcionamiento del sistema de la época colonial. Hornear pan es considerado un comerciante, aprendido a través del aprendizaje a pesar de que las leyes de trabajo infantil han limitado este sistema se puede poner en práctica. Puestos de trabajo de la panadería son jerárquicos, con panaderos capaz de avanzar a medida que adquieren más habilidades. Sin embargo, los hombres dominan la fabricación de productos de panadería, con pocas excepciones. Las empleadas generalmente se encuentran al frente en el mostrador.
La zona de preparación se llama «amasijo», de la palabra «amasar». Está situado en la parte trasera del establecimiento. La zona trasera contiene varias mesas, mezcladoras y otros equipos, el más notable es el horno, por lo general establecido en una de las paredes. Estos hornos pueden ser de gas o de leña. Panaderías más antiguas en las ciudades pequeñas pueden tener hornos suficientemente grandes como para entrar con la madera a través de una puerta exterior. La harina inicialmente se deja fermentar con levadura se le llama "'Madre' '(madre), y los pedazos de esto se utilizan para preparar distintos tipos de masa. La mezcla y amasado de grandes cantidades de los ingredientes se hace ahora por batidoras eléctricas comerciales. Sin embargo, el amasado final en lotes más pequeños todavía se hace a mano por la mayoría de las empresas de la hornada.los pasteles son hechos por los panaderos más experimentados que tienen un estatus más alto, a menudo el maestro panadero y / o propietario de la panadería. Las diferentes etapas de la fabricación de pan se producen al mismo tiempo en las diferentes estaciones, con el aumento y ya horneados panes en repisas en ciertas esquinas. Estas repisas son generalmente de metal, pero algunos los de madera de más edad todavía se pueden encontrar. La limpieza es una actividad constante para mantenerse al día con la cocción constante durante los turnos.
Cuando están listos, los productos horneados se mueven desde el amasijo a la parte delantera del establecimiento, en grandes bandejas que se colocan a continuación en los estantes. con un sistema de auto acceso, los clientes toman bandejas circulares y pinzas y seleccionan sus panes. La bandeja se lleva luego a un contador para ser contado y el precio total calculado. Sin embargo, el pago se realiza en una estación independiente, utilizando un billete dado a los clientes con el precio total. Panaderías pueden o no pueden tener una sección dedicada a los pasteles y / o pastelitos con crema o relleno de fruta, que suelen ser mantenidos en los estantes refrigerados. Es común ver a un nicho dedicado a un santo, especialmente la Virgen de Guadalupe y Judas Tadeo en la Ciudad de México, cerca del mostrador o la caja registradora, junto con una pieza de moneda de la primera venta de los negocios, velas y flores.
Los productos horneados mexicanos también han llegado a ser importante en algunas regiones de los Estados Unidos, especialmente en áreas con grandes poblaciones étnicas mexicanas y latinoamericanas. En Los Angeles, California, durante la década de los años 1920, sólo había unas pocas panaderías que hacían panes de estilo mexicano, pero esto ha aumentado considerablemente con el aumento de la población mexicana y la aceptación de un número de estos panes en otros grupos étnicos. La panadería Monarca fue fundada por dos pobladores de Monterrey, Nuevo León, que extrañaban los pasteles de casa durante sus estudios en los Estados Unidos. La primera panadería se ha inaugurado en Huntington Park, California en el año 2006 y desde entonces, se han abierto muchas otras panaderías más en el área de Los Angeles. Además, la empresa mexicana Bimbo, ha comprado un número de empresas panaderas estadounidenses desde el año 1994 y los opera bajo sus nombres originales, junto con la introducción de algunos de sus productos importados desde México.

## Taxonomía de panes mexicanos y otros productos horneados

### Variedad
Siglos de la experimentación y la influencia de diversas tradiciones europeas ha llevado a la selección moderna actual que se encuentra en la mayoría de las panaderías mexicanas. La mayoría de los panes mexicanos son únicos, vinculados a la historia y la cultura de México. México ha superado a España en la variedad de panes que hace y tiene una de las más variadas tradiciones de pan con estimaciones que van desde más de 300 a más de 1000. Incluso, las pequeñas panaderías también tienen una gran variedad de panes.

### Panes de panadería

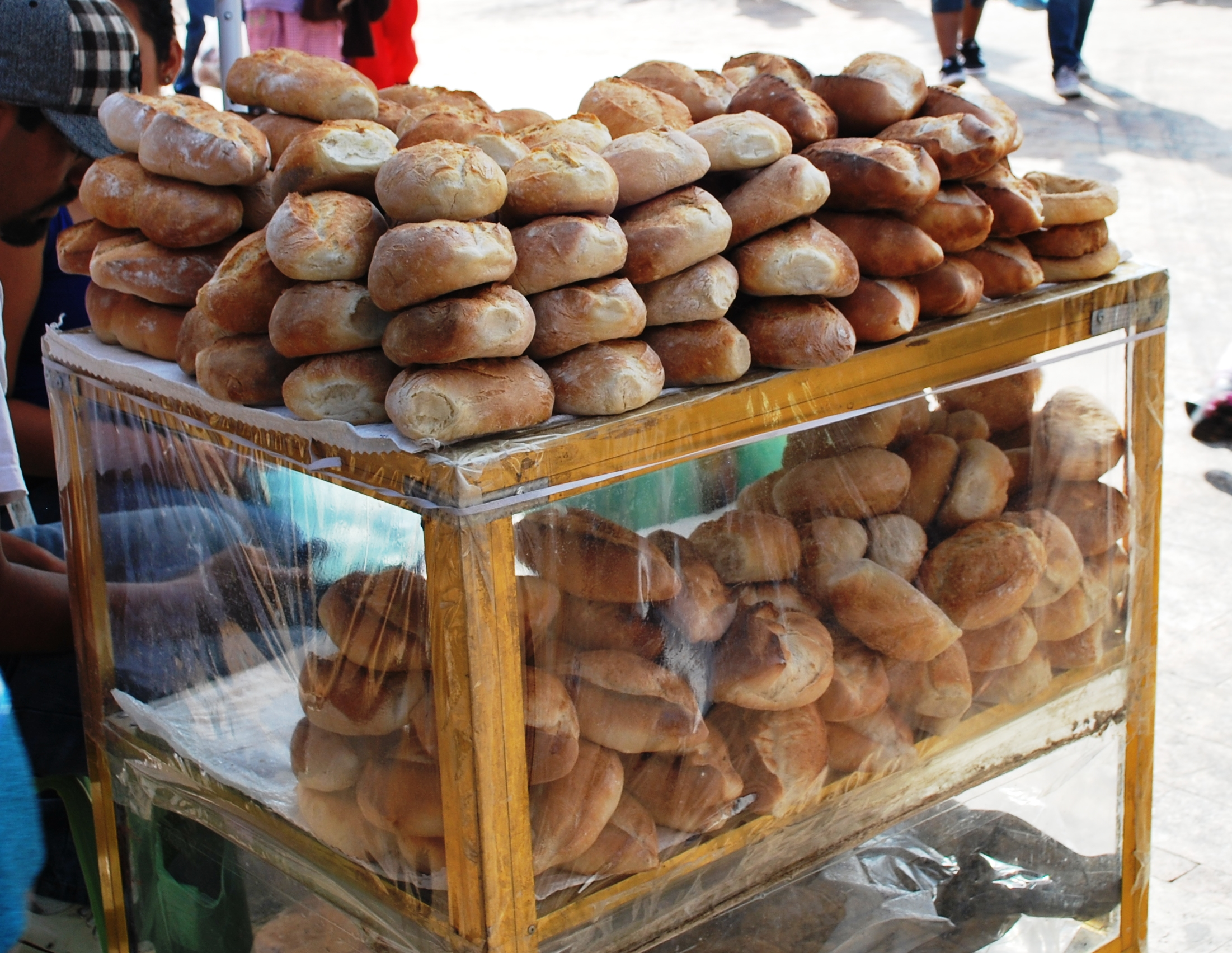
Cesta para vender bolillos (pan crujiente) en San Juan de los Lagos, Jalisco

En el siglo XX, hubo cierta industrialización de la fabricación de pan, el líder en este campo es Bimbo. Esta multinacional cuenta con instalaciones de producción en dieciséis ciudades en el mundo que ha tenido cierto éxito en la exportación de estilos de pan mexicanos. Sin embargo, por mucho, los panes más tradicionales mexicanos están siendo vendidos en su mayoría en el país.
Una razón por la falta de definición en el número de variedades de pan es el nombramiento. Nombres para panes pueden variar de una región a otra e incluso de panadería en panadería. Algunos tienen nombres caprichosos, incluso traviesos debido a la reputación subida de tono de los panaderos en el pasado, así como la experimentación como una de las formas de mantener entretenidos durante el turno de trabajo. Los nombres provienen de la cultura mexicana y la sociedad, así como las señales obvias tales como forma, como corbata o  violín. Los nombres pueden tener connotaciones culturales como "Ojo de Buey", en referencia a la vida agrícola y pueden tener capas de significado que no son obvios. El nombre "Chilindrina" literalmente significa "prostituta", pero también puede significar algo de poco valor o bagatela. Incluso, también hay nombres de la historia de México para panes. El nombre "Carlota" se refiere a la emperatriz de México en el siglo XIX y también hay panes llamados "Duque" y "Polca". Algunos panes también están relacionados con nombres de mujeres comunes, como "Carmela" y "Margarita", y otra referencia a otros alimentos como el taco, elote y zapote (una fruta).

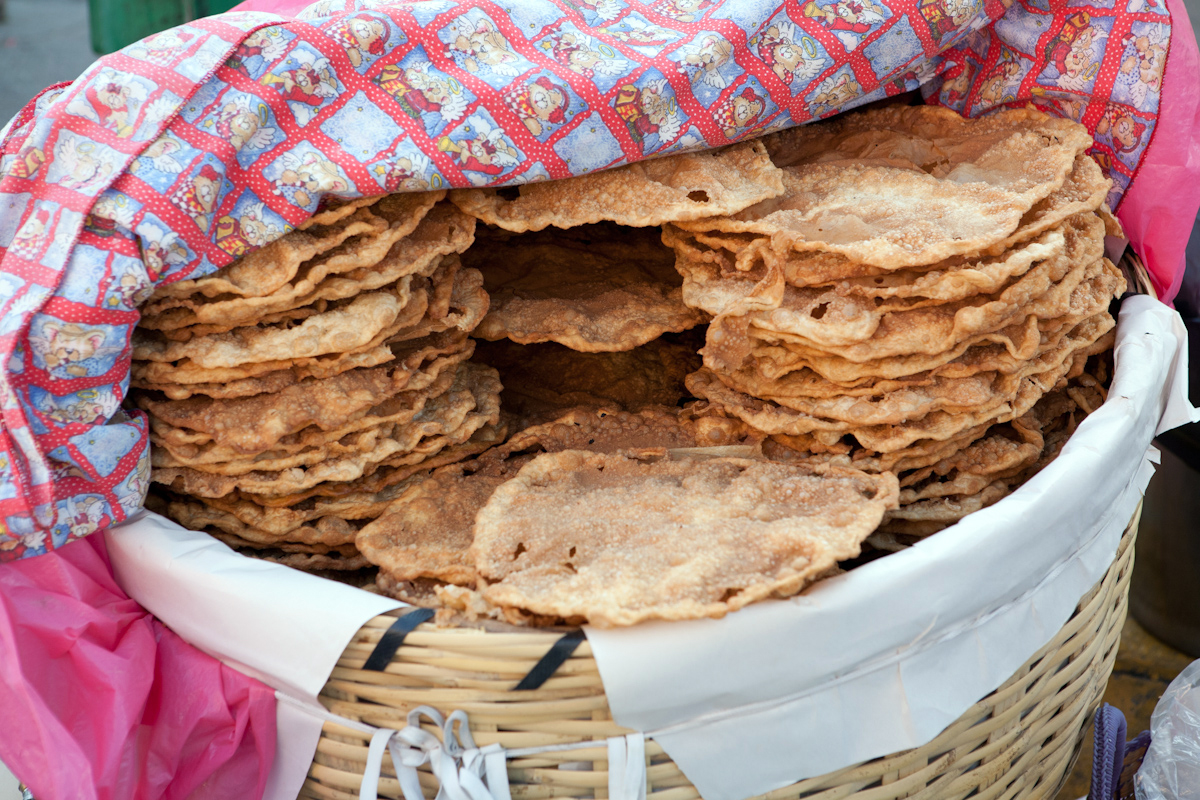
Buñuelos

A veces, los nombres de panes cambian en nuevas ubicaciones. Una especie de pan dulce mexicano trenzado se llama Alamar en la mayor parte de México, pero en las comunidades mexicanas en Los Ángeles, se les conoce como una "Autopista", en referencia a los diversos intercambios en la zona. Para las comunidades mexicanas en los Estados Unidos, panes mexicanos pueden asumir nuevos nombres y algunos de ellos están en inglés, ya sea por la traducción del nombre ("rope" en lugar de "'lazo' ') o por comparación a algo similar en ese país. También, va para el otro lado. '"Dona"' es una adaptación en español de "donut". '"Panque"' (de pound cake), a veces llamado un '"queque"', por lo general se refiere a pastas individuales o pastelitos.
En general, las categorías de pan se derivan de el tipo de masa (o pasta) que se utiliza. Algunas formas tales como roscas (anillos) o cuernos (cruasanes) se pueden hacer con diferentes masas, pero van a ser distinguidos con diferentes nombres. Panes de la misma categoría tendrán el mismo sabor básico, pero difieren en forma y aditivos. Conchas, monjas, limas, chilidrinas, picones y negritos son el mismo pan dulce básico pero con ingredientes que los hacen parecer bastante diferentes entre sí.

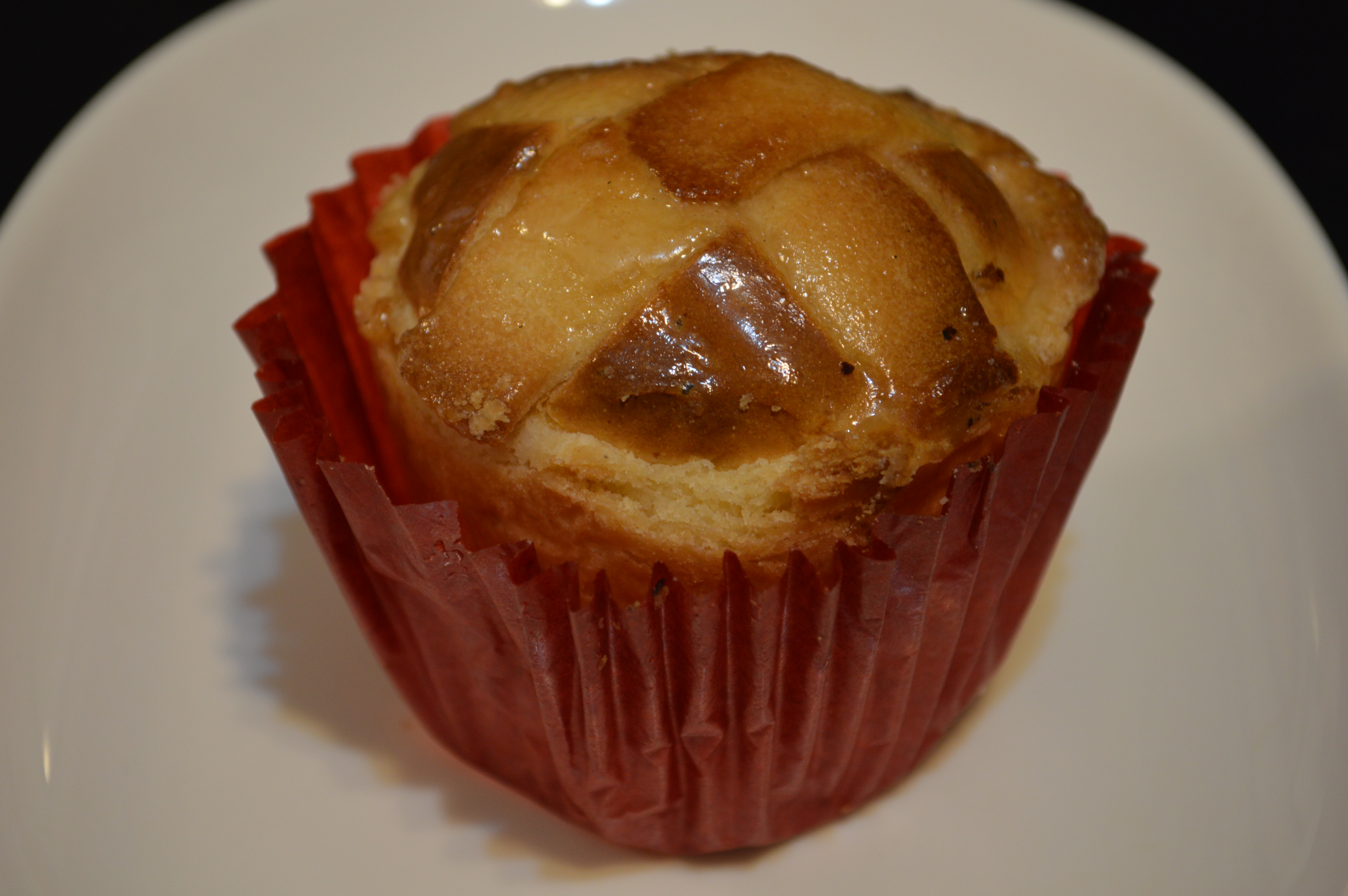
Cubilete con relleno de piña

Los tipos de pan se basan en formas y por lo general se distinguen por la forma. Un tipo importante es los que son redondeadas y se producen a través de la fermentación natural de la masa como "volcanes" y "almejas". El otro se hacen usando tiras de masa, más utilizados para crear formas similares a los objetos hechos por el hombre, tales como "reja" (parrilla), "estribo", "puro", "libro" (acordeón), "ladrillo" y "lazo".
Hay diecisiete categorías básicas de pan: "pan fino", el pan fino con pan de huevo, pan de huevo, "pan engranillado", "hojaldrado", "cemitas", "Picón", "masa panque", "torta / pastel", "mantecado", "galletas", "paloteado", '"pambazo", "enrollado", "pan de agua" (pan iluminado agua, ningún otro líquido utilizado), "masa feite", "pucha", "danesa", "pan de vapor", "pan agrio" y "pan de maíz".
Los panes más comunes que se venden son todavía panes blancos básicos que se utilizarán para sándwiches o para acompañar las comidas. Estos están hechos con una simple masa de harina con solo un poco de sal y / o azúcar para la condimentación. Estos incluyen españolas, bolos, pan de agua, violines, estribos, cuernos, pan de mesa, birotes, juiles, pambazos y teleras.
La mayoría de la variedad viene en panes dulces, debido a la amplia variedad de sabores y rellenos. La vainilla y la canela son ingredientes importantes en muchos de los panes dulces. Otros aromas importantes incluyen almendras, coco, ajonjolí, cacahuates, nueces, chocolate, tequila, ron, cáscara de naranja, mermelada de frutillas, membrillo, conservas de albaricoque, manzana y piña. En algunos tipos de pan, que deben inflar enormemente, finamente molidas se utilizan  tequesquite  (salitre o nitrato de potasio / sodio). El uso de este ingrediente ha sido documentada desde la década de del año 1700. La mayoría de los panes dulces se cuecen al horno, pero algunos son fritos, por lo general el uso de carne de res o de cerdo la grasa, a veces mantequilla. El más popular de estos son churros y buñuelos.

### Panes especiales

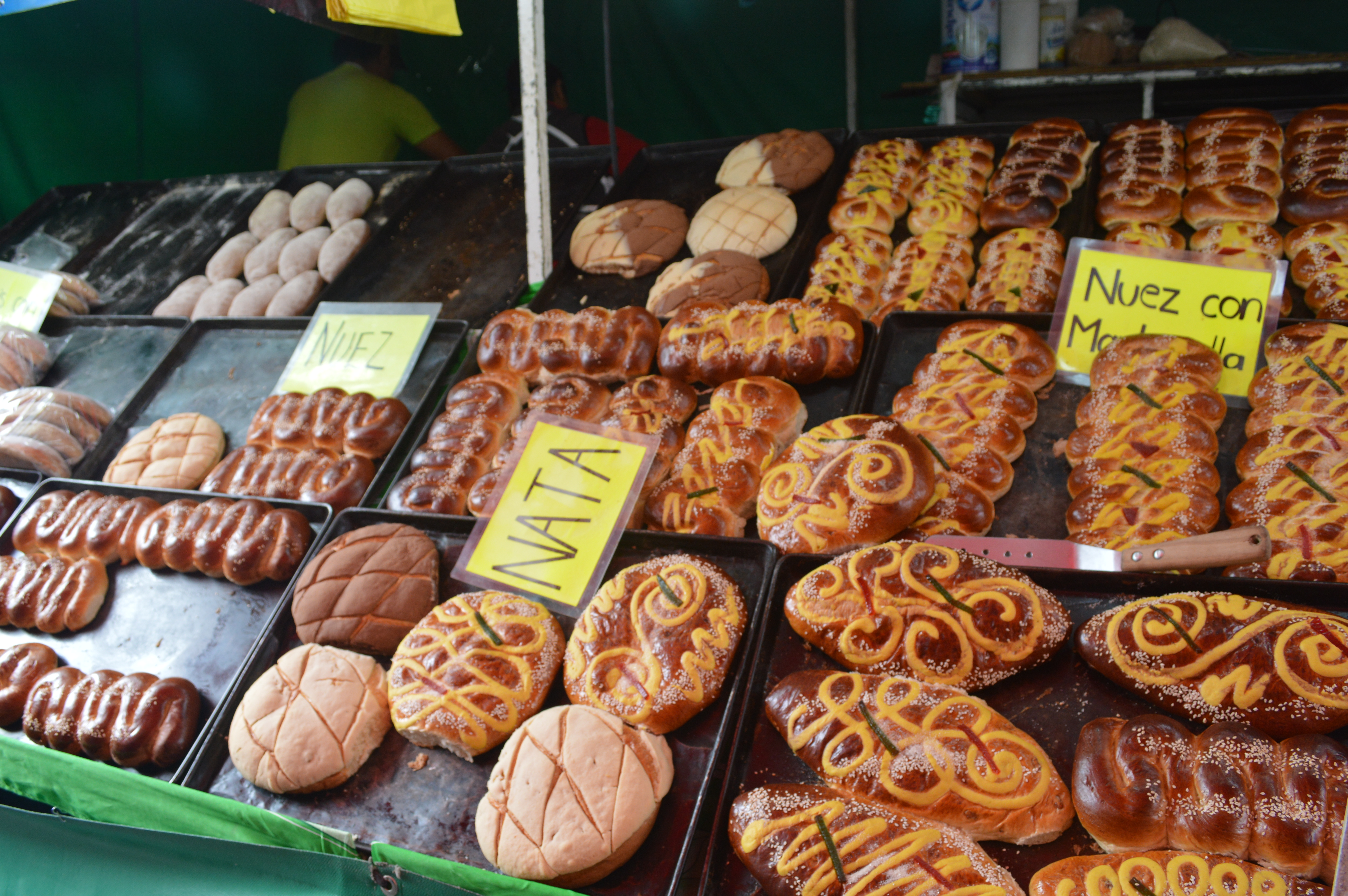
Panes dulces en exhibición en una feria local en México

Hay una serie de eventos y festivales que tradicionalmente se celebran con determinados tipos de panes y pastelería, que incluyen fiestas patronales. Pueden ser panes dulces o blancos ya menudo se sirve con bebidas como el atole y chocolate caliente. Los panes hechos con masa de picón, elaborados con ingredientes ricos tales como huevos, leche, crema o leche enlatada son comunes para las ocasiones festivas, como Domingo de Pascua, cuando los cristianos son libres de reglas dietéticas de Cuaresma. En otras ocasiones, panes y pasteles más comunes están decoradas para las vacaciones, como Navidad, Día de San Valentín, Día de la Independencia y conmemoraciones de la Batalla de Puebla.
Un pan tradicional es el pan de pulque, que como su nombre lo indica, está hecho con la savia fermentada del maguey y más popular en el centro y sur de México. Se presenta en diferentes formas y con diversos ingredientes y se vende generalmente con vendedores ambulantes con sus propios camiones de panadería que viajan entre las muchas ferias de la ciudad y religiosas en todo México. Estos panes también a veces se llaman pan de burro, cuando fueron llevados inicialmente por los vendedores con estos animales.

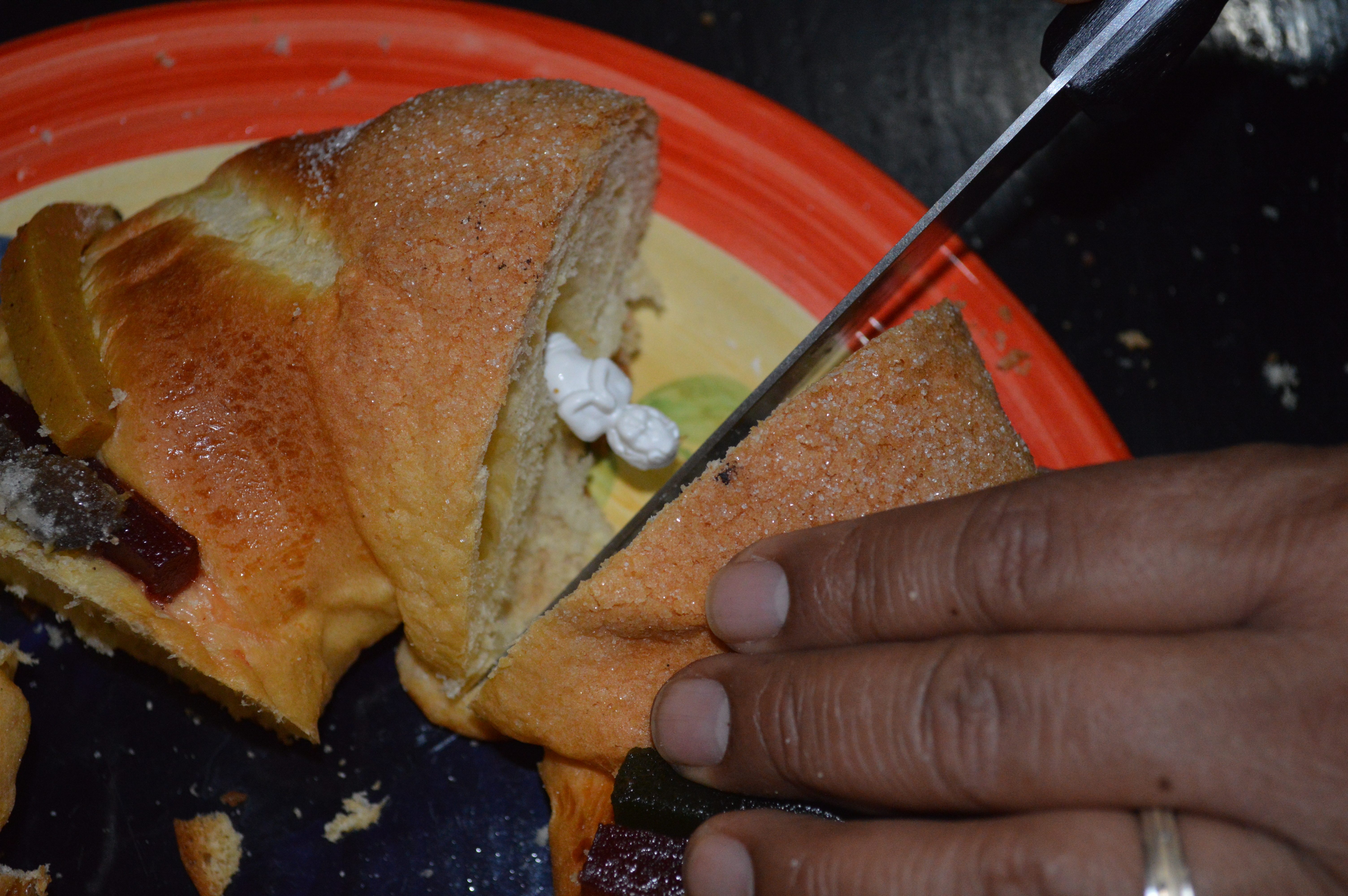
Rebanada de rosca de reyes mostrando muñeco de el niño Jesús

La rosca de reyes es el pan dulce tradicional hecho para el Día de los Santos Reyes Magos, el 6 de enero. Se trata de un pan de anillo, de origen judío, que solía estar lleno de crema, pero en México generalmente se adorna con ate (Dulce de membrillo), las pasas y las nueces. Tradicionalmente, se come con chocolate caliente. En el interior del anillo, hay pequeñas imágenes del niño Jesús y quienes los encuentran son responsables de proporcionar los tamales para el Día de la Candelaria, el 2 de febrero. El pan y la tradición fueron traídas a México por los españoles.

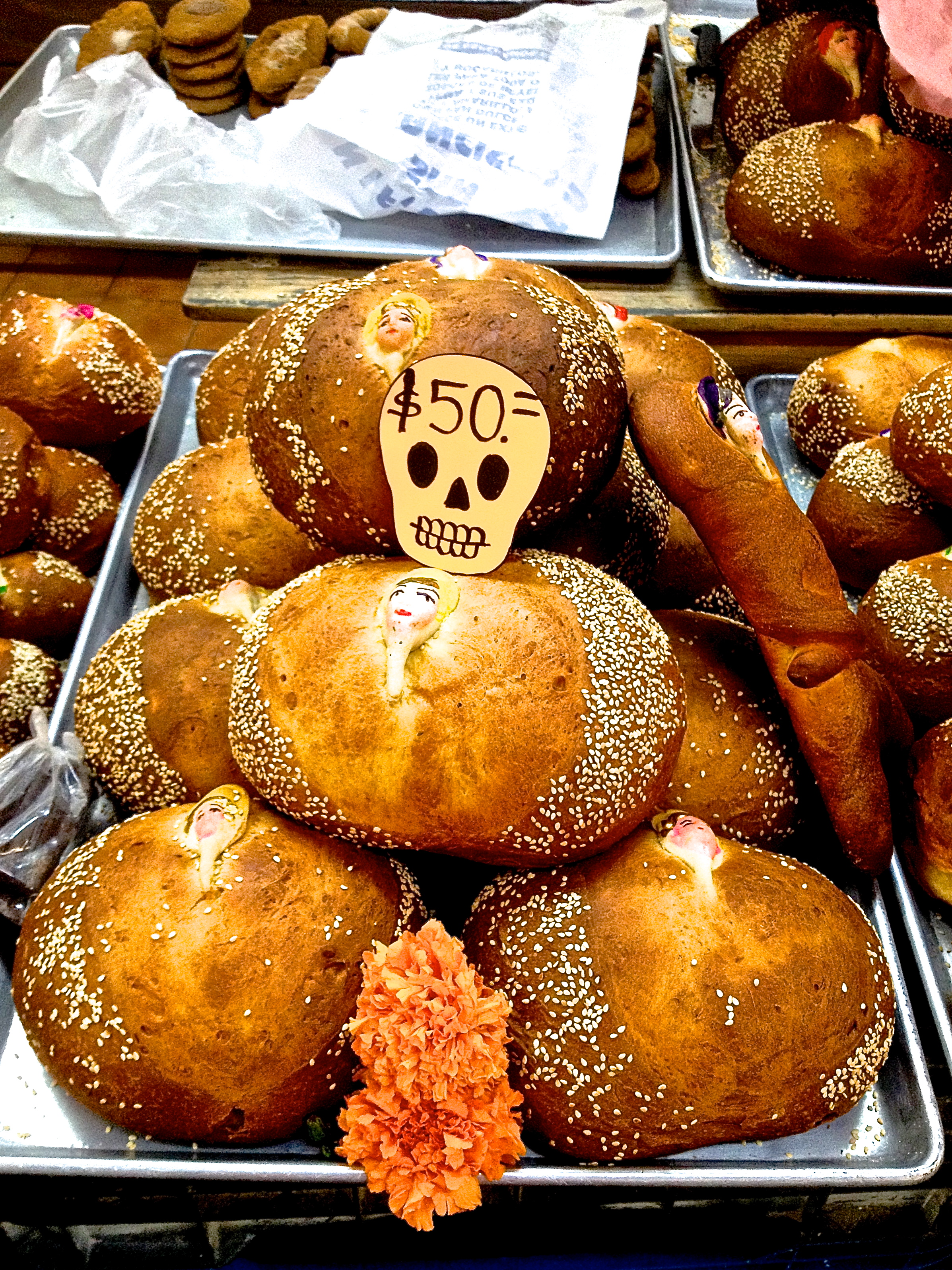
Pan de muerto estilo oaxaqueño

El Pan de muerto es un pan importante para el Día de los Muertos, el 2 de noviembre, especialmente en estados con grandes poblaciones indígenas, como Michoacán, México, Guerrero, Puebla, Tlaxcala, Veracruz, Hidalgo, Chiapas y Oaxaca, así como también la Ciudad de México. Para esta ocasión, las panaderías producen cientos de barras de este pan ligeramente dulce, que se utiliza a menudo como una ofrenda en los altares y comido por los vivos. La mayoría de estos panes son una especie de forma redonda con una cruz de masa en la parte superior para indicar huesos. Sin embargo, hay algunas variaciones distintas, como los elaborados con hojaldre y los de formas de ovejas, corazones, manos, personas muertas y formaciones de rueda muy decorados. En Oaxaca, hay pan para este día decorado con pequeñas cabezas pintadas hechas de flor y el agua. Hay variaciones, como en Hidalgo, donde los elementos son de color rojo, lo que indica pre influencia hispana como que el color se asocia con la muerte.

### Panes regionales

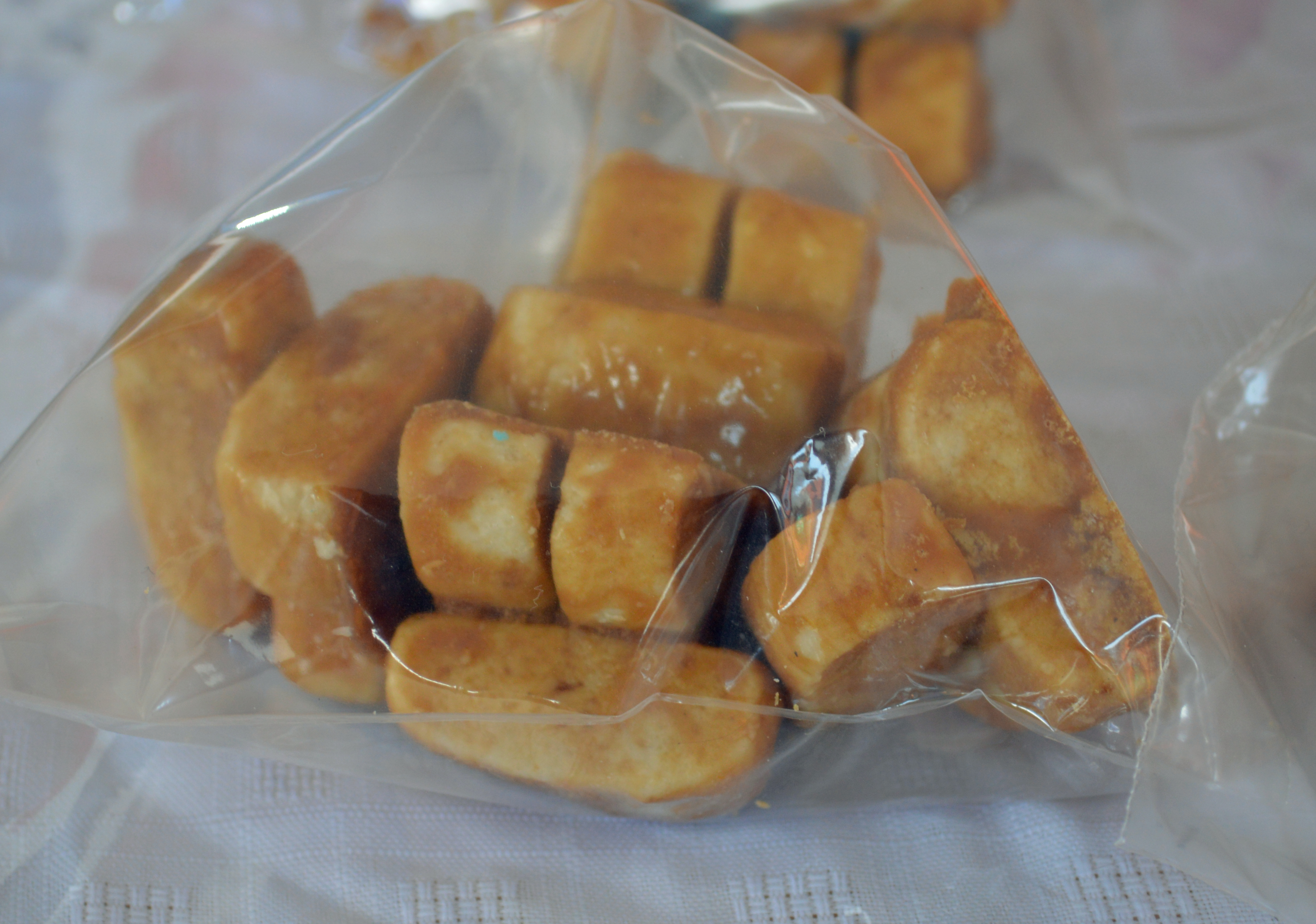
Muégano

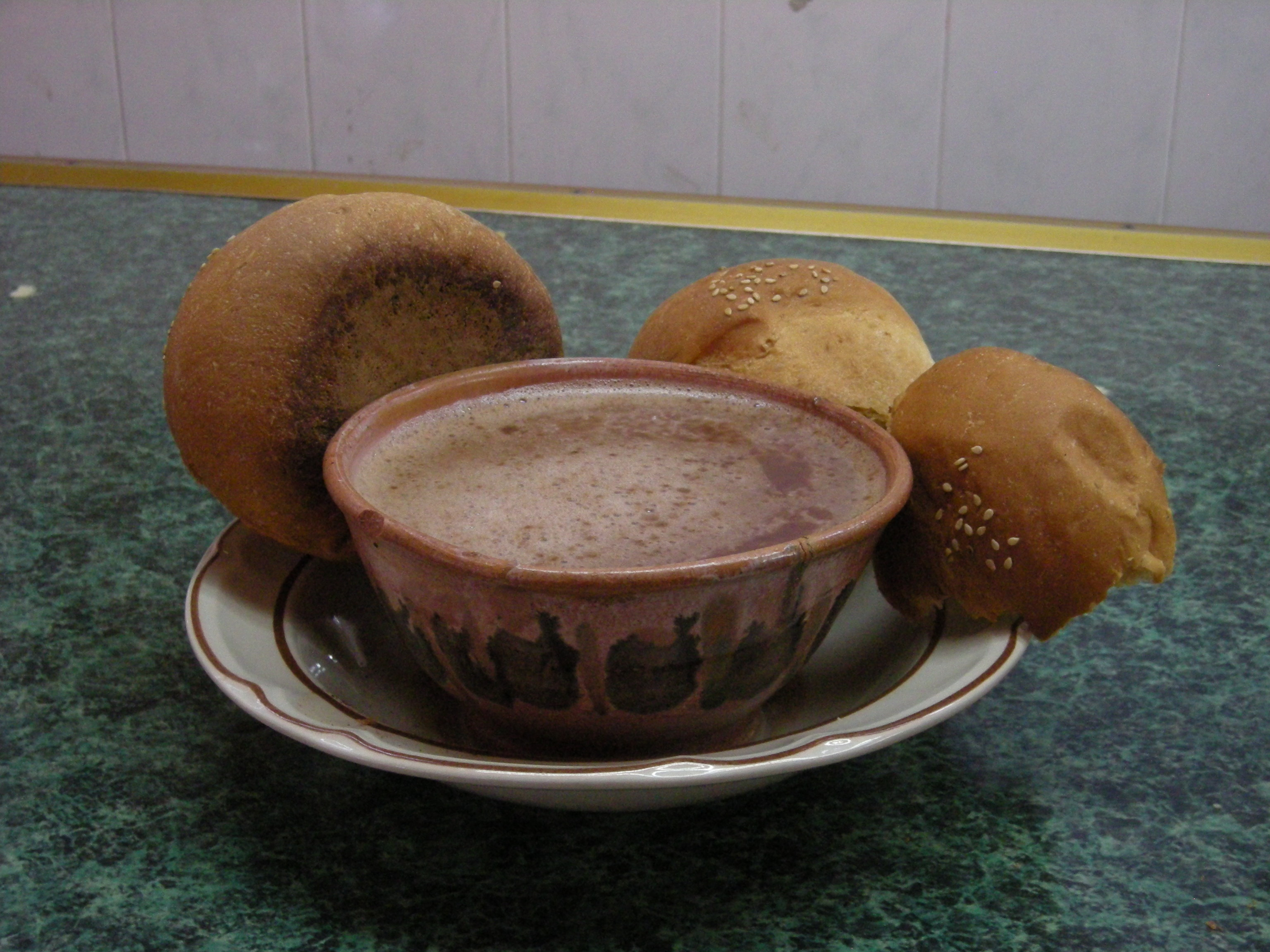
Pan de yema con chocolate caliente servido en un mercado en la ciudad de Oaxaca

Los panes de México también varían según la región. Especialidades más localizadas incluyen ladrillos en Aguascalientes, "mestizas", "pan de mujer" y "biscotelas" en Sinaloa, "coricos" en Sonora y Sinaloa, "coyotas" en Sinaloa y Sonora, "semas" en Durango y Coahuila, "muéganos" en Huamantla y Tehuacán, Puebla, "cocoles" y el queso relleno de pan en Perote, Veracruz, "pan de yema" en Oaxaca, "turcos" en Nuevo León, "aguacatas" en Michoacán, "frágiles", "doradas" y "campechanas" en Santa María del Río, San Luis Potosí, "picones de huevos" / "picones de nata" en Lagos de Moreno, Jalisco y "picones" en Poncitlan, Jalisco.
La panadería del sureste, como Campeche, Yucatán y Quintana Roo, donde su panadería remonta a la época colonial, en el caso de Campeche hay un poblado llamado “Pomuch”, ahí la panadería es muy variada y rica, en este poblado elaboran los panes mas deliciosos de Campeche, que llevan por nombre: pichones (pan francés relleno de jamón, queso, y chile jalapeño), hojaldras de jamón y queso, el tuti, el trenzado, el macizo, la camelia, los polvorones, pan de anís, y el pan de “Pomuch” (panetela), entre otros, en la elaboración de estos panes se utilizan ingredientes como el queso blanco y amarillo, canela, anís, jamón, chile jalapeño y otros ingredientes, que hacen de este tipo de panadería deliciosa y variada que en la temporada de muertos, son utilizados para adornar y venerar a nuestros antepasados.
Algunas ciudades tienen reputación por productos horneados especialmente finos. Estos incluyen Tingüindín, Michoacán, Acámbaro, Guanajuato, Chilapa, Guerrero, San Juan Huactzinco, Tlaxcala y Totolac, Tlaxcala.

## Historia de pastelería en México

### Periodo Colonial

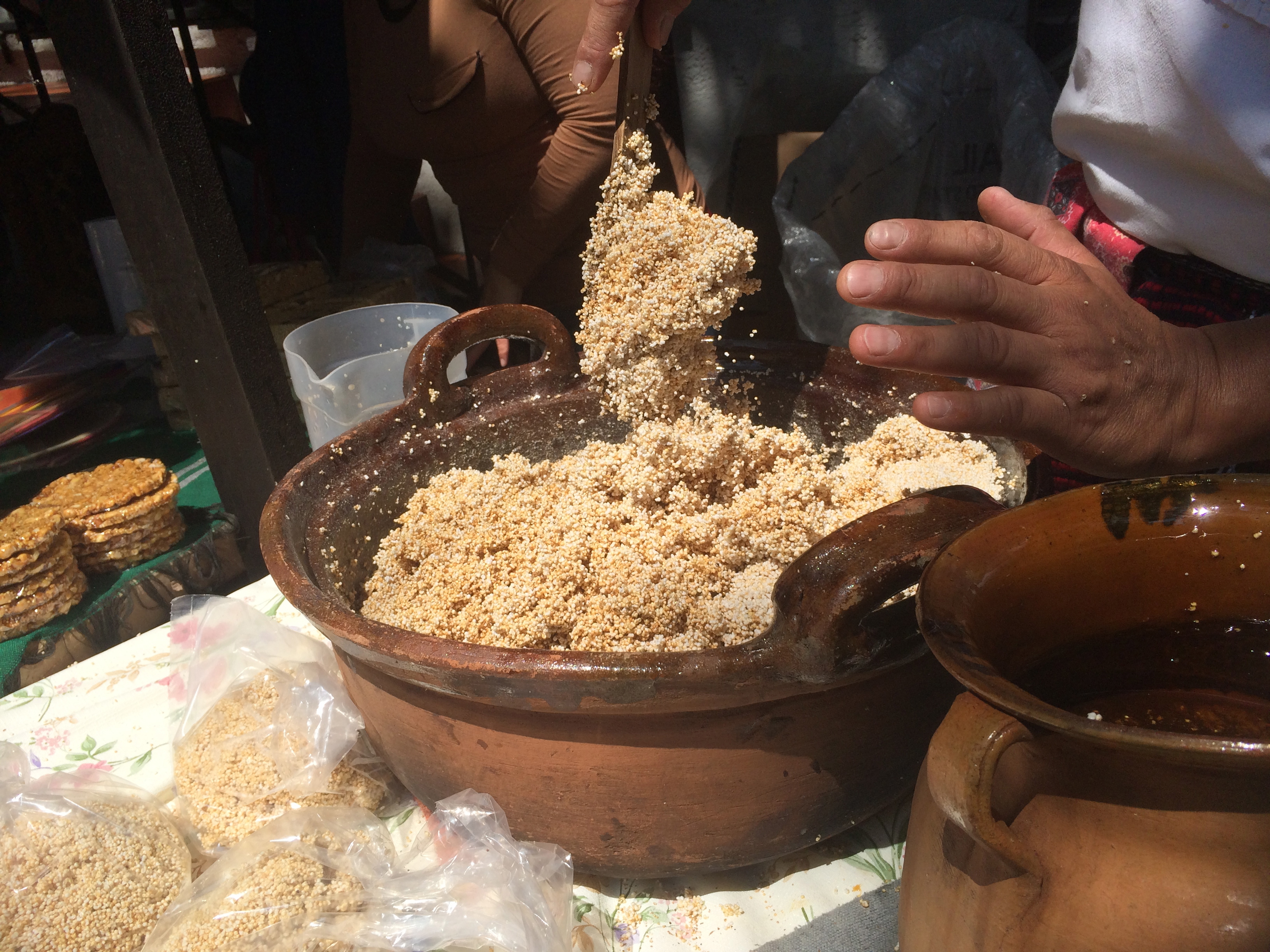
Mezcla de amaranto y jarabe de maguey

Antes de la Conquista de México, no había productos horneados en el sentido europeo de la palabra. El principal alimento de grano era (y hoy en día sigue siendo) de maíz hecho en panes planos llamadas tortillas y masa de maíz cocido al vapor envuelto en hojas de maíz u hojas de plátano llamados Tamales. Ciencias Otros productos de grano incluyen amaranto, tostado en comales y formado con savia de maguey en formas. Los Chinconkunya s hacían una harina de frijoles de mezquite para hacer una especie de pan plano.
El trigo y la levadura fueron introducidos por los españoles en la época de la Conquista. El trigo se considera una necesidad, ya que era el único grano reconocido como aceptable para la fabricación de hostias. Esto fue particularmente cierto para eliminar el grano antiguamente sagrado del amaranto, que los indígenas utilizan para dar forma a los dioses y comer. La primera cosecha de trigo fue plantado en tierras pertenecientes a Hernán Cortés que más tarde regaló a Juan Garrido, un esclavo liberado y uno de los primeros panaderos de la época colonial. Las primeras panaderías fueron establecidas en la década del año 1520. Mientras panaderías europeas de la época eran empresas familiares, pasado de generación en generación, los conquistadores querían evitar el trabajo manual, por lo que enseñó a los indígenas para hacer el pan para ellos. Una tradición de hornear en casa nunca fue realmente establecido por el hecho de que muy pocas familias podían permitirse el lujo de tener hornos.
Al principio, sólo había un pequeño mercado para el pan, porque los productos iniciales eran pobres, y los indígenas no comían pan. Sin embargo, como la calidad mejoró y la población española y mestiza creció, también lo hizo el mercado de pan. Aunque el consumo de trigo nunca sobrepasó el de maíz, el pan se convirtió en un importante alimento básico, y la limitación de su producción a las panaderías hizo estas empresas importantes. Durante todo el período colonial, las panaderías estaban fuertemente reguladas, por el propio Hernán Cortés, quien emitió las primeras licencias de molienda de trigo y ordenó la venta de panes en la plaza principal de la ciudad con el fin de controlar los precios. Las autoridades coloniales fijaban la cantidad de trigo utilizado, el peso de los panes y los precios. Cada panadería tuvo que marcar sus productos con un sello para fines de identificación. Los productores de trigo tenían que vender a los molineros que luego venden la harina a las panaderías. Todas las empresas tenían que reportar las ventas y compras al gobierno. El objetivo de toda esta regulación era garantizar un suministro de pan barato y prevenir la manipulación del mercado. Sin embargo, no fue muy efectiva debido a la corrupción y las prácticas para adulterar el trigo.
Debido a que hornear se convirtió en un comercio, las regulaciones también incluían la formación de los gremios y los títulos de maestro panadero. Los miembros del gremio tenían privilegios monopólicos como las ventas en los mercados de las clases altas y el control sobre la mayor parte del resto del mercado de panes. Estos miembros tenían que ser de ascendencia española, y aunque hubo algunas ventas de panes fuera de las panaderías de alianza, como las realizadas por las mujeres indígenas que aprendieron como ayudantes en los conventos, corrían el riesgo de castigo por hacerlo. Ser un miembro de la hermandad lleva un alto estatus, pero el trabajo fue realizado por los empleados que no tenían oportunidad de avanzar.
Hasta principios del siglo XX, la vida de los trabajadores de la panadería era excesivamente dura. El trabajo de hornear, especialmente amasando la masa era físicamente exigente y los trabajadores tenían turnos de entre 14 y 18 horas al día. La falta de ventilación y las condiciones antihigiénicas dejó panaderos susceptibles a las infecciones respiratorias, la tuberculosis, úlceras de garganta, nasales y más. Los patrones españoles explotaron las clases más bajas de la sociedad colonial, a menudo atrapando los trabajadores con el peonaje por deudas y el uso de trabajos forzados para convictos que podrían recibir condenas de años de amasar la masa. En el siglo 18 el 90 % de los panaderos eran indígenas, siendo el resto mulatos o mestizos. La mayoría murió joven, ya sea una enfermedad y / o alcoholismo.
La popularidad del pan creció con el tiempo en un número de comidas, especialmente el desayuno. En el período colonial, el desayuno de pan dulce con chocolate caliente se puso de moda, con el chocolate reemplazado por el café al final del siglo XVII. Esta tradición se ha perdido en su mayoría. A finales del siglo XVII, había cientos de panaderías que se encontraban en todas las principales ciudades coloniales de México. Las ventas se hacían a estas panaderías, así como en tiendas de comestibles de los barrio, mercados tradicionales y por los vendedores ambulantes.
La amplia variedad de panes de México tuvo su inicio en el período colonial. Estilos Pan pronto se diferenciaron por la clase social, con los mejores y más blancos panes, llamados pan floreado, reservadas para la nobleza y los ricos. Las clases bajas comían "pambazos", hecha con harina más oscuro. La palabra es una mezcla de pan y Basso (bajo) y hoy en día se refiere a un tipo de comida de la calle. la Influencia francesa en la panadería de México también comenzó en el período colonial, lo que lleva un pan básico todavía que se encuentran hoy en día, los bolillo (similar a un Brötchen). Monasterios y conventos de la época colonial eran también una fuente temprana de la innovación, ya que horneaban su propio pan, tanto para su propio consumo y como un medio de dar caridad a los pobres. En el siglo XVII, Sor Juana Inés de la Cruz hizo una transcripción del libro de cocina de su convento, con la mitad de los recetas dedicadas a los panes. Estas instituciones desarrollaron recetas para buñueles, empanadas y más que todavía se hacen hoy en día.
Aunque los primeros panes eran los más básicos, panaderías especializada en panes dulces, llamado bizcocherías en México, se observan ya en el año 1554, y se establecen bien a finales del siglo XVII. A finales del siglo XVIII, la mayoría de las panaderías tenían gente dedicada a los panes dulces y más variedades se registran, especialmente en los cafés, popularizados por los inmigrantes italianos en la Ciudad de México.

### XIX
Después de la Guerra de Independencia de México, los reglamentos de la época colonial de panaderías se aflojaron con la esperanza de mejorar las condiciones de trabajo para los trabajadores de la panadería. Sin embargo, esto no tuvo éxito, sobre todo por la necesidad de mantener los precios del pan bajos para la población, y esto en general significaba mantener muchas de las viejas prácticas, el trabajo forzoso y sobre todo el peonaje por deudas.
La situación política volátil y el disgusto que muchos de los panaderos ya establecidos familias criollas tenían el negocio de panificación significó que las panaderías cambiaron de manos con frecuencia. A mediados y finales del siglo XIX, esto permitió que los empresarios de Europa, como los franceses, italianos, austriacos y vasco s entraran en el mercado. Su participación amplió el número de panaderías y añadido innovación al repertorio de panes. Uno de ellos era el italiano Manuel Mazza que se establecieron en Oaxaca y fundó su negocio. Más tarde se convirtió en el padre adoptivo de Benito Juárez. El El Globo cadena de panaderías en la Ciudad de México fue fundada en 1884 por la familia italiana Tronconi. Durante el régimen de Porfirio Díaz, el pan y repostería francesa fueron particularmente favorecido, sobre todo en los cafés en la Ciudad de México. Además, se introdujo el pan estilo EE. UU. o sándwich de pan durante la Intervención estadounidense en México. mientras nuevos estilos se introducían, nuevos propietarios adoptaron empleamiento mexicano tradicional y las prácticas monopólicas, incluyendo alianzas de matrimonio.
Lo que hicieron fue aumentar considerablemente el número de panaderías, permitiendo que muchas personas estén a poca distancia de un establecimiento. Antes de eso, la mayoría de la gente compraba el pan de los vendedores ambulantes. En 1880, había 78 panaderías en la Ciudad de México, junto con muchas personas más indígenas que vendían sus propios panes en las calles y mercados. En el siglo 20, una serie de estas panaderías ganó reputación, como La Vasconia.
Mientras las prácticas de empleo no cambiaron durante la mayor parte de este siglo, una huelga importante en 1895 marcó el principio del fin para ellos, poniendo fin a la práctica de encerrar a los trabajadores de panaderías en los dormitorios durante las horas no laborables.

### XXa el presente
Aunque capaz de salir de los panaderías en su tiempo libre a principios del siglo XX, los trabajadores de panadería todavía tenían 14 a 18 horas los turnos, dejando poco tiempo para nada más que dormir. Día de los muertos era uno de los pocos, si no el único día de fiesta reconocida por los panaderos. Gran parte de la industria de la panadería estaba en manos de extranjeros, especialmente los vascos en la Ciudad de México, que era el mayor consumidor de pan por mucho.
La Revolución Mexicana permitió un cambio importante en los industria de la panificación, primero por romper los viejos sistemas de suministro de alimentos, especialmente en la Ciudad de México, que llegó a ser aislado por la guerra civil. La revolución también provocó activismo laboral. Los panaderos se unieron al movimiento sindical más grande, primero con la organización Casa de Obrero Mundial en 1915, pero esta industria tuvo dificultades para ganar concesiones a pesar de la simpatía sindical del gobierno de Venustiano Carranza, debido a la necesidad de alimentar a la población con pan barato. Esto permitió a los dueños de la panadería para resistir muchas de las demandas de los trabajadores hasta el año 1928.
A mediados del siglo XX, hubo innovación en la producción y las ventas. Amasadoras mecánicas y mezcladores se introdujeron a principios de este siglo. Hasta mediados de los años 40´s, la mayoría de panaderías muestran y vendían sus productos en vitrinas, los clientes tenían que pedir a los trabajadores de venta para armar su orden. En la década del año 1950, el panadero Antonio Ordóñez Ríos decidió acabar con las vitrinas de cristal y permitir a los clientes elegir sus propios panes y colocarlos en una bandeja para ser contados y cobrados por el personal. Este es el sistema utilizado en la mayoría de panaderías en México hoy en día.
Desde mediados de la década de los años 1950, la variedad de panes ha disminuido un poco, pero panaderías de barrio siguen prosperando, la mayoría de las cuales hacen sus propios productos. Las panaderías todavía dan empleo a muchos mexicanos, los panes blancos básicos como bolillos y teleras representa alrededor del 85 % de todas las ventas.
Tradiciones de hornear en mexicano se han extendido a lo largo de su historia y se sigue propagando en los Estados Unidos. Una razón para esto es la tradición de los panaderos que viajaban detrás de los mineros y otros trabajadores migratorios en busca de nuevas oportunidades de negocio, así como camiones de panaderos que ofrecen panes especiales en ferias y festivales. Las migraciones de los trabajadores mexicanos en los Estados Unidos ha llevado a la apertura de panaderías estilo mexicano allí también.